# Метёлка (река)
Метёлка — река в России, протекает в Котельничском и Свечинском районах Кировской области. Устье реки находится в 20 км по правому берегу реки Ацвеж. Длина реки составляет 17 км.
Исток реки у деревни Несветаевы в 22 км к северо-востоку от посёлка Свеча. Течёт на юг, протекает деревни Протасы, Паниченки, Борцы, Тупики, Лазуренки. Крупнейший приток — Тепляша (правый). Впадает в Ацвеж у деревни Игнашенки.

## Данные водного реестра
По данным государственного водного реестра России относится к Камскому бассейновому округу, водохозяйственный участок реки — Вятка от города Котельнич до водомерного поста посёлка городского типа Аркуль, речной подбассейн реки — Вятка. Речной бассейн реки — Кама.
По данным геоинформационной системы водохозяйственного районирования территории РФ, подготовленной Федеральным агентством водных ресурсов:
- Код водного объекта в государственном водном реестре — 10010300412111100036665
- Код по гидрологической изученности (ГИ) — 111103666
- Код бассейна — 10.01.03.004
- Номер тома по ГИ — 11
- Выпуск по ГИ — 1